# ادوارد لئونارد الینگتون
ادوارد لئونارد الینگتون (انگلیسی: Edward Ellington; ۳۰ دسامبر ۱۸۷۷ – ۱۳ ژوئن ۱۹۶۷) فرد نظامی اهل بریتانیا بود. وی همچنین برندهٔ جوایزی همچون نشان حمام و نشان امپراتوری بریتانیا شده‌است.